# César Blackman
César Rodolfo Blackman Camarena (* 2. dubna 1998, Panama City) je panamský fotbalový obránce nebo záložník a reprezentant, od července 2023 hráč slovenského klubu ŠK Slovan Bratislava. Mimo Panamu působil na klubové úrovni na Slovensku. Nastupuje na pozici pravého obránce nebo záložníka.

## Klubová kariéra

### Chorrillo F.C.
Je odchovancem mužstva Club Deportivo Universitario, tehdy známého jako Chorrillo F.C. Ligový debut si zde odbyl v 18. kole ročníku 2015/2016 hraném 8. listopadu 2015 proti celku AF Sporting San Miguelito (prohra 1:2), odehrál celý zápas. Svůj první a zároveň jediný ligový gól během tohoto angažmá vstřelil na podzim 2016 v pátém kole v souboji s klubem San Francisco F.C. (výhra 2:1), když ve 40. minutě zvyšoval na venkovním hřišti na průběžných 2:0. V průběhu podzimní části sezony 2017/18 postoupil s Chorrillem přes družstvo CD Honduras Progreso z Hondurasu (výhry 2x 1:0) do čtvrtfinále CONCACAF ligy, kde však se spoluhráči vypadli po dvou prohrách 0:1 s kostarickým celkem Santos de Guápiles F.C. Během celého angažmá nastoupil v dresu tohoto týmu v lize ke 43 utkáním.

### FC DAC 1904 Dunajská Streda
V září 2017 zamířil na konci přestupního období do Evropy do slovenského týmu FC DAC 1904 Dunajská Streda, kde se sešel s krajanem Éricem Davisem. Dostal dres s číslem 82 a uzavřel s vedením čtyřletý kontrakt. Premiéru v lize si zde odbyl 10. 3. 2018 proti mužstvu MFK Ružomberok (výhra 3:0), na hrací plochu přišel v 70. minutě. S Dunajskou Stredou nejprve prodloužil smlouvu do léta 2022 a následně později ještě o rok déle. V ročníku 2020/21 byl zvolen do nejlepší jedenáctky první ligy. 12. března 2023 odehrál v dresu klubu FC DAC 1904 Dunajská Streda v duelu s Duklou Banská Bystrica své jubilejní sté střetnutí ve slovenské nejvyšší soutěže. V červnu 2023 v Dunajské Stredě skončil. Během toho působení zaznamenal ve 108 ligových zápasech tři přesné zásahy, konkrétně do sítí týmů MFK Zemplín Michalovce (výhra 5:0), AS Trenčín (výhra 4:0) a ŠK Slovan Bratislava (remíza 1:1). Další starty za Dunajskou zaznamenal v předkolech Evropské ligy UEFA a Evropské Konferenční ligy UEFA.

### ŠK Slovan Bratislava

#### Sezóna 2023/24
Před sezonou 2023/2024 měl několik nabídek ze zahraničí, ale nakonec zůstal na Slovensku a podepsal tříletý kontrakt se Slovanem Bratislava. V prvním a druhém předkole Ligy mistrů UEFA 2023/2024 za Slovan i kvůli zranění nehrál, jeho spoluhráči vyřadili lucemburské mužstvo FC Swift Hesper (remíza 1:1 doma a výhra 2:0 venku) a celek HŠK Zrinjski Mostar z Bosny a Hercegoviny (výhra 1:0 venku a remíza 2:2 doma) a postoupili do třetí předkola, ve kterém již Blackman nastoupil, ale po prohrách 1:2 doma a 1:3 venku s izraelským klubem Makabi Haifa FC byli se svým zaměstnavatelem přesunuti do čtvrtého předkola - play-off Evropské ligy UEFA 2023/2024, ve kterém nepostoupili po domácí výhře 2:1 a prohře 2:6 venku přes tým Aris Limassol z Kypru a kvalifikovali se tak do skupinové fáze Evropské Konferenční ligy UEFA 2023/2024. Se Slovanem Bratislava byli zařazeni do základní skupiny A, kde v konfrontaci s mužstvy Lille OSC (Francie) - (prohra 1:2 venku a remíza 1:1 doma), NK Olimpija Lublaň (Slovinsko) - (výhra 1:0 venku a prohra 1:2 doma) a KÍ Klaksvík (Faerské ostrovy) - (výhry doma i venku 2:1). skončili se ziskem deseti bodů na druhém místě tabulky a podruhé za sebou postoupili do jarní vyřazovací části této soutěže. V ní však vypadli se spoluhráči již v šestnáctifinále po prohrách 1:4 venku a 0:1 doma se Sturmem Graz z Rakouska. Celkem v tomto ročníku pohárové Evropy odehrál Blackman deset utkání, v nichž dal jednu branku, konkrétně v odvetě s Lublaní.
Ligový debut si zde připsal v úvodním kole v souboji s tehdejším nováčkem ligy klubem FC Košice (remíza 0:0), nastoupil na 70 minut. Poprvé v sezoně se trefil 9. 12. 2023 v souboji s týmem FK Železiarne Podbrezová ve 25. minutě a podílel se na vysoké venkovní výhře 6:0. Svůj druhý ligový gól v ročníku dal 4. května 2024 v souboji s týmem MŠK Žilina (prohra 2:3). V jarní části sezony 2023/2024 pomohl Slovanu Bratislava k šestému ligovému titulu v řadě a celkově jubilejnímu 30. v historii mužstva.

#### Sezóna 2024/25
Se Slovanem postoupil na podzim 2024 přes severomakedonský klub FC Struga (výhry 4:2 doma a 2:1 venku), tým NK Celje ze Slovinska (remíza 1:1 venku a výhra 5:0 doma), mužstvo APOEL FC z kyperského města Nikósie (výhra 2:0 doma a remíza 0:0 venku) a celek FC Midtjylland z Dánska (remíza 1:1 venku a výhra 3:2 doma) z prvního předkola až do hlavní části Ligy mistrů UEFA 2024/2025, do které se bratislavský klub dostal poprvé ve své historii. V ligové fázi tehdy hrající se novým formátem se se spoluhráči střetli s týmy Manchester City FC (Anglie) - (prohra 0:4 doma), FC Bayern Mnichov (Německo) - (prohra 1:3 venku), Atlético Madrid (Španělsko) - (prohra 1:3 venku), AC Milán (Itálie) - (prohra 2:3 doma), GNK Dinamo Záhřeb (Chorvatsko) - (prohra 1:4 doma), Celtic FC (Skotsko) - (prohra 1:5 venku), VfB Stuttgart (Německo) - (prohra 1:3 doma) a Girona FC (Španělsko) - (prohra 0:2 venku) a v konečné tabulce složené ze všech mužstev postoupivších do ligové fáze skončili na 35. místě a do vyřazovací fáze nepostoupili. Celkem v tomto ročníku pohárové Evropy nastoupil Blackman k 15 střetnutím a dal v nich jednu branku, konkrétně v prvním duelu s Midtjyllandem. Poprvé v sezoně se střelecky prosadil 7. prosince 2024 proti klubu MŠK Žilina (prohra 1:2), když v 55. minutě srovnával na průběžných 1:1. Na jaře 2025 vybojoval se Slovanem Bratislava po domácí výhře 4:3 nad celkem MŠK Žilina sedmý ligový titul v řadě.

## Klubové statistiky
Aktuální k 18. květnu 2025
| Sezona    | Klub                   | Soutěž       | Zápasy | Góly |
| --------- | ---------------------- | ------------ | ------ | ---- |
| 2015/2016 | Chorrillo F.C.         | 1. liga      | 8      | 0    |
| 2016/2017 | Chorrillo F.C.         | 1. liga      | 30     | 1    |
| 2017/2018 | Chorrillo F.C.         | 1. liga      | 5      | 0    |
| 2017/2018 | FC DAC Dunajská Streda | Fortuna liga | 4      | 0    |
| 2018/2019 | FC DAC Dunajská Streda | Fortuna liga | 6      | 0    |
| 2019/2020 | FC DAC Dunajská Streda | Fortuna liga | 26     | 1    |
| 2020/2021 | FC DAC Dunajská Streda | Fortuna liga | 27     | 0    |
| 2021/2022 | FC DAC Dunajská Streda | Fortuna liga | 18     | 0    |
| 2022/2023 | FC DAC Dunajská Streda | Fortuna liga | 27     | 2    |
| 2023/2024 | ŠK Slovan Bratislava   | Niké liga    | 26     | 2    |
| 2024/2025 | ŠK Slovan Bratislava   | Niké liga    | 27     | 1    |
| 2025/2026 | ŠK Slovan Bratislava   | Niké liga    |        |      |

## Reprezentační kariéra

### Mládež a A-mužstvo
César Rodolfo Blackman Camarena nastupoval za mládežnické výběry Panamy do 17, 20, 21 a 23 let. Debut v A-mužstvu Panamy si odbyl 23. března 2019 v duelu s Brazílií (remíza 1:1), na hrací plochu přišel jako střídající hráč v 85. minutě. S Panamskou reprezentací postoupil ve skupině B přes Kostariku a Martinik do play-off Ligy národů CONCACAF 2022/2023, kde skončil se svojí zemí na čtvrtém místě.

### CONCACAF Gold cup 2023
V červenci 2023 se s Panamou představil v základní skupině C CONCACAF Gold cupu 2023, kde pomohl svojí zemi po výhrách 2:1 nad Kostarikou a Martinikem (v tomto utkání nehrál) a remíze 2:2 se Salvadorem k postupu do play-off. Jeho spoluhráči v něm vyřadili Katar (výhra 4:0) a USA (výhra po penaltovém rozstřelu), avšak ve finále po prohře 0:1 nestačili na Mexiko a vybojovali stříbrnou medaili, která náleží i Blackmanovi. Ten se vyřazovací části nezúčastnil, jelikož odjel z turnaje předčasně kvůli zranění.

### Copa América 2024
S panamskou reprezentací se představil na Copě América 2024, kde skončili se spoluhráči ve skupině C v konfrontaci s repre Uruguaye (prohra 1:3), USA (výhra 2:1) a Bolivií (výhra 3:1) se šesti body na druhém místě tabulky a postoupili do čtvrtfinále, kde vypadli po prohře 0:5 s Kolumbií. Blackman na turnaji odehrál tři ze čtyř zápasů.

### Reprezentační zápasy
Zápasy Césara Rodolfa Blackmana Camarena v A-týmu panamské reprezentace
| 2019                | 3  | 0 |
| 2020                | 0  | 0 |
| 2021                | 3  | 0 |
| 2022                | 3  | 0 |
| 2023                | 10 | 0 |
| 2024                | 9  | 2 |
| 2025                | 4  | 0 |
| Celkem              | 32 | 2 |
| Platí k 18. 7. 2025 |    |   |

Seznam gólů Césara Blackmana v A-mužstvu panamské reprezentace
| 01                   | 28. 6. 2024  | Mercedes-Benz Stadium, Atlanta, USA           | USA       | 01:1 0(26.) | 2:1 | Copa América 2024                       |
| 02                   | 19. 11. 2024 | Estadio Rommel Fernández, Panama City, Panama | Kostarika | 01:0 0(13.) | 2:2 | Liga národů CONCACAF 2024/2025 – Liga A |
| Platí k 28. 11. 2024 |              |                                               |           |             |     |                                         |